# Mistrzostwa Świata w Gimnastyce Sportowej 2005
Mistrzostwa Świata w Gimnastyce Sportowej 2005 rozgrywały się w australijskim Melbourne w dniach od 21 do 27 listopada. 
W zawodach brali udział przedstawiciele kilkunastu krajów świata, w tym – Polski.

## Medaliści
Pełne wyniki imprezy dostępne są na oficjalnej stronie. 
- WIELOBÓJ INDYWIDUALNY MĘŻCZYZN

1. Hiroyuki Tomita (Japonia)
2. Hisashi Mizutori (Japonia)
3. Dienis Sawenkow (Białoruś)

- WIELOBÓJ INDYWIDUALNY KOBIET

1. Chellsie Memmel (USA)
2. Nastia Liukin (USA)
3. Monette Russo (Australia)